# 吐司男之吻
《吐司男之吻》，2001年台灣電視公司偶像劇，全能製作公司製作，鈕承澤導演，李威、李康宜、蔡裴琳、龐庸之、張天霖、黃嘉千、鈕承澤等人主演，是全能製作公司首次製作偶像劇。2001年7月30日開始於台視頻道每週一21點整首播（有時因配合當日八點檔連續劇長度而稍作調整），全18集、每集90分鐘，節目名稱圖卡由鈕承澤擔任旁白「請觀賞：《吐司男之吻》」；原本預定製作13集，因廣受歡迎而延長為18集。2001年11月19日台視頻道播出第17集時，東森綜合台開始於每週一至週五20點整首播、每集60分鐘。2002年台視文化公司發行VCD版共9盒，一盒二片，一片一集。2019年12月至2020年3月，YouTube「台視官方頻道」發布台視官方完整版，全27集、每集60分鐘。
2001年冬季，全能製作公司於華視頻道推出《吐司男之吻》之續作《吐司男之吻Ⅱ愛情本事》，洪智育（第1至6集）與徐哲謙（第7集後）導演；鈕承澤未參與本劇，而在中視頻道推出偶像劇《來我家吧！》對上本劇。

## 劇情摘要
大學聯考重考生林婉薰18歲的夏天，充斥著奇怪的情節。

爸媽跑路後，林婉薰遇到了黑道太子爺李威、明明也是黑道卻不願讓弟弟加入黑道的李雄、還有常來她家借廁所的女警咪咪將。

再加上動不動就說自己要死了的裴琳、一個人打工十份工的阿龐、還有老跟在李威身邊卻又繞著裴琳打轉的大毛……

林婉薰就這樣拿著DV，記錄著她這個奇怪的、18歲的夏天。

## 演員陣容

### 主要演員
| 演員   | 角色   | 介紹 |
| 李威   | 李威   | 青龍幫太子，出生於黑道世家，重情重義且腦筋一流，看似總是衝動行事但其實有著自己處理事情的準則。雖然不放心小薰與小豪導演，仍鼓勵小薰出國追求夢想。                                                               |
| 李康宜 | 林婉薰 | 大學聯考重考生，對世界有一套自己的看法，喜歡拿著DV記錄生活日常，夢想是能在早晨為喜歡的男生抹一片吐司當早餐。雖然喜歡李威但討厭黑道，討厭李威總是想用暴力解決問題。最後在李威的鼓勵下，勇敢出國追求自己的夢想。 |
| 蔡裴琳 | 裴琳   | 小薰的好友，患有血友病，總是說自己活不過九月，把死亡掛在嘴邊。思想與言行舉止天馬行空，深深吸引著單純善良的阿龐與大毛。                                                                                         |
| 龐庸之 | 阿龐   | 為了存錢買一艘船回家鄉望安而接了各式各樣的打工，單純善良、對待朋友十分真摯。喜歡裴琳，在裴琳喝醉嚷著要與大毛結婚後不眠不休不吃不喝工作整整五天，還吸引媒體前往採訪報導。                                       |
| 張天霖 | 大毛   | 李威的跟班，跟李威從小一起長大，在他身邊負責打人與挨打，喜歡講冷笑話。 |
| 黃嘉千 | 咪咪將 | 本名吳麗旻，刑事組組長，受小薰爸媽之託照顧小薰姐妹倆，常在抓壞人的空檔跑到小薰家借廁所。與李雄青梅竹馬，卻因兩家警察與黑道既是世交又是世仇的關係而無法在一起。因師爺的陷阱而被槍殺身亡。                       |
| 鈕承澤 | 李雄   | 青龍幫幫主，李威的哥哥。不希望李威與黑道牽涉太深，總是要他認真念書走正途。與咪咪將是青梅竹馬也互相喜歡，卻因現實總是無法在一起。咪咪將的死與師爺的背叛，為他帶來很大衝擊。                                     |

### 其他演員
| 演員   | 角色     | 介紹 |
| 張家慧 | Chanel   | 小薰的姊姊，崇尚物質又愛慕虛榮的拜金女。雖然是親姊妹，但與小薰從裡到外都完全相反，偶爾才會流露出姐妹情深的一面。在李雄失意借住小薰家時照顧李雄飲食起居。 |
| 焦志方 | 師爺     | 本名蕭志林，與李雄從年輕時就認識，也是李雄掌管青龍幫的左右手，卻漸漸對李雄產生反叛之心，設陷阱槍殺咪咪將、囚禁並虐待李雄。最後反被F4勒死。               |
| 徐乃麟 | 小薰爸   | 小薰的爸爸。因欠債不得不與妻子跑路到加拿大，留下小薰與Chanel姐妺倆。後來與妻子離婚。                                                                     |
| 姚黛瑋 | 小薰媽   | 小薰的媽媽。因欠債不得不與丈夫跑路到加拿大，留下小薰與Chanel姐妺倆。後來與丈夫離婚。                                                                     |
| 澎恰恰 | 鳥仔叔   | 小薰家的警衛，也是債主。 |
| 小炳   | F4       | 青龍幫下轄夜店藥頭，胖馬的小弟。受師爺雇用囚禁並虐待李雄，後來欲黑吃黑勒死師爺，被師爺死前槍殺死亡。                                                     |
| 陳熙鋒 | Second   | Chanel男友，謊稱自己是石油大亨小開，事實上只是夜市小吃攤小開。                                                                                           |
| 高捷   | 關督察   | 咪咪將的同學也是同事，負責主導偵辦咪咪將命案。 |
| 紀文蕙 | Lulu     | Chanel好友。 |
| 豬頭皮 | 耶穌     | 李雄拜把兄弟，號稱全亞洲最貴殺手，目前已退休。 |
| 段鈞豪 | 小豪     | 阿龐客串拍攝廣告的導演，因而認識小薰。是小薰的啟蒙老師，帶領她正式接觸影像創作業界，也引薦她出國向史蒂芬·史匹柏拜師學藝。                                |
| 倪敏然 | 李家祖父 | 李雄與李威的祖父，是一名基督徒。 |
| 王耀慶 | 跳樓男子 | 飾演跳樓的人 |
| 楊麗音 |          | Second母親 |
| 曹蘭   |          | 咪咪將同事 |

## 製作團隊
- 導演：鈕承澤
- 副導演：林芷聿
- 編劇：齊錫麟、李旭敏
- 監製：小野
- 製作人：王鈞、齊錫麟、陳慧瑛
- 企劃：吳蒙恩
- 攝影指導：李自強
- 燈光指導：劉京陵
- 美術指導：黃志鴻
- 燈光：周志信、李增鋅
- 燈光助理：楊世豪、謝宏武
- 攝影助理：江欽誠、黃世澤
- 執行助理：陳國銘
- 製作助理：潘德富
- 場記：林婉萱
- 道具：高炳福
- 服裝造型：筱茵
- 梳妝造型：房玉華
- 音效：華聆工作室
- 剪接：程美德
- 動畫：黃葛偉
- 音樂製作：曹登昌、黃慧文、謝孟璋
- 行政：林秀芬、吳欣穎
- 後製剪輯：吉人
- 助理導播：吳素娥
- 製作：全能製作股份有限公司

## 電視劇歌曲
- 片頭/片尾曲：1～16集：綠光（孫燕姿）/彩虹（五月天）《人生海海》，約17集後WEWE（李威&林佑威）《聽不到你 （页面存档备份，存于）》
- 插曲：Carry & Ron《I.O.U》
- 插曲：Paper Lace《Love Song》
- 插曲：Apple Brown Betty《Aeroplane》
- 插曲：Apple Brown Betty《This Is Not An Ordinary Love Song》
- 插曲：Yachines & Miss Lever《A Felicidade》
- 插曲：《Fairy》 (純音樂)
- 插曲：《The Whistler's Song》 (純音樂)
- 插曲：Michel Polnareff《Tout Tout Pour Ma Chérie》
- 插曲：Swedish Hit Medley
- 插曲：Real Group《The Wonderful World Of Sport》
- 插曲：Sarah Vaughana《Lover's Concerto》
- 插曲：《Magic Castle》 (純音樂)